# Рожня (приток Барнаулки)
Рожня (Солоновка) — река в России, протекает по Ребрихинскому району Алтайского края. Устье реки находится в 119 км по левому берегу реки Барнаулка. Выраженного устья не имеет, впадает в болото рядом с Барнаулкой. Длина реки составляет 17 км, площадь водосборного бассейна 100 км².

## Данные водного реестра
По данным государственного водного реестра России относится к Верхнеобскому бассейновому округу, водохозяйственный участок реки — Обь от города Барнаул до Новосибирского гидроузла, без реки Чумыш, речной подбассейн реки — бассейны притоков (Верхней) Оби до впадения Томи. Речной бассейн реки — (Верхняя) Обь до впадения Иртыша.